# Польська академія наук

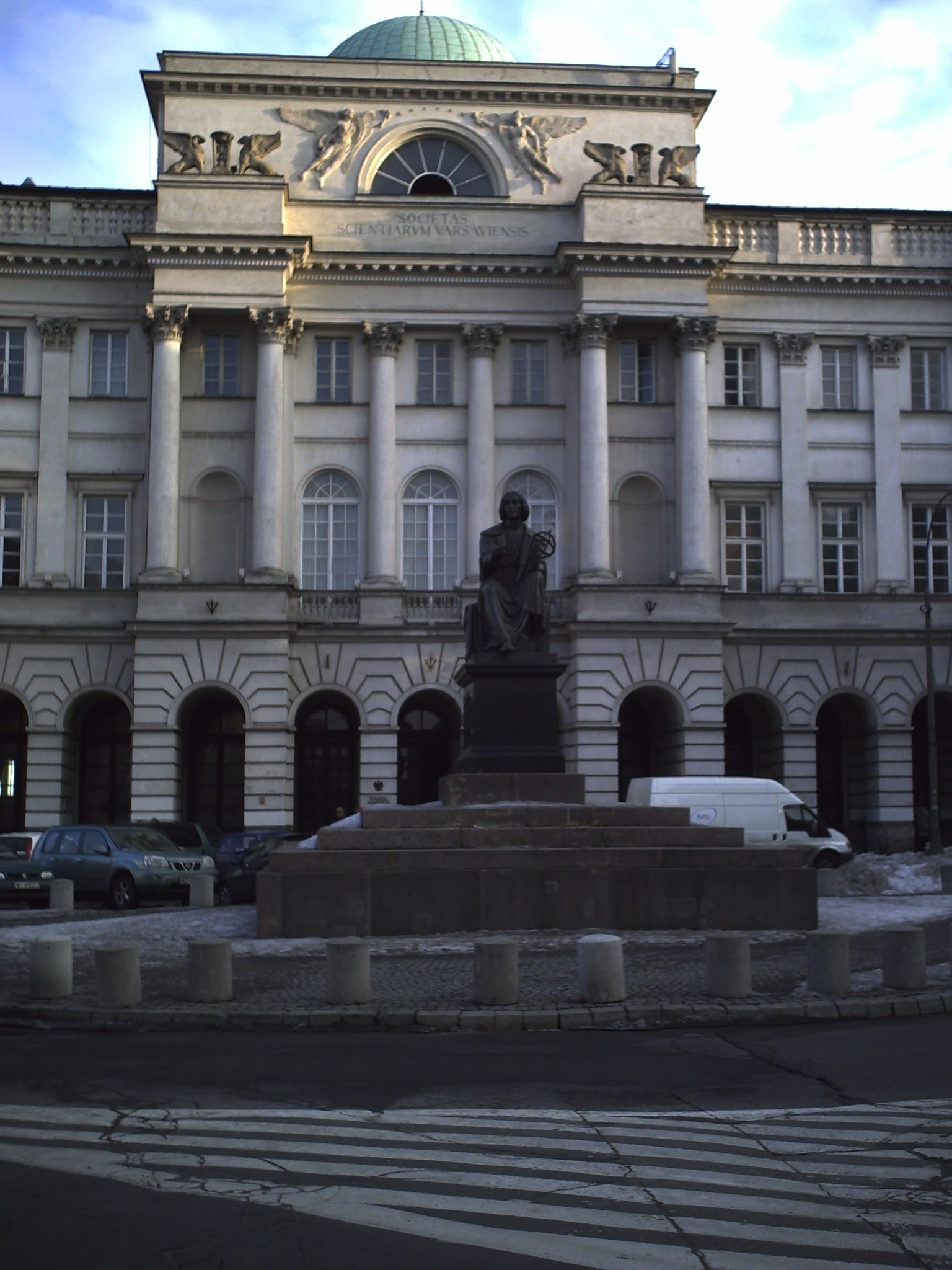
Палац Сташиця, місцезнаходження декількох інститутів I відділення ПАН, Варшава, вул. Нови Свят. Адміністрація академії розташовується в палаці культури й науки.

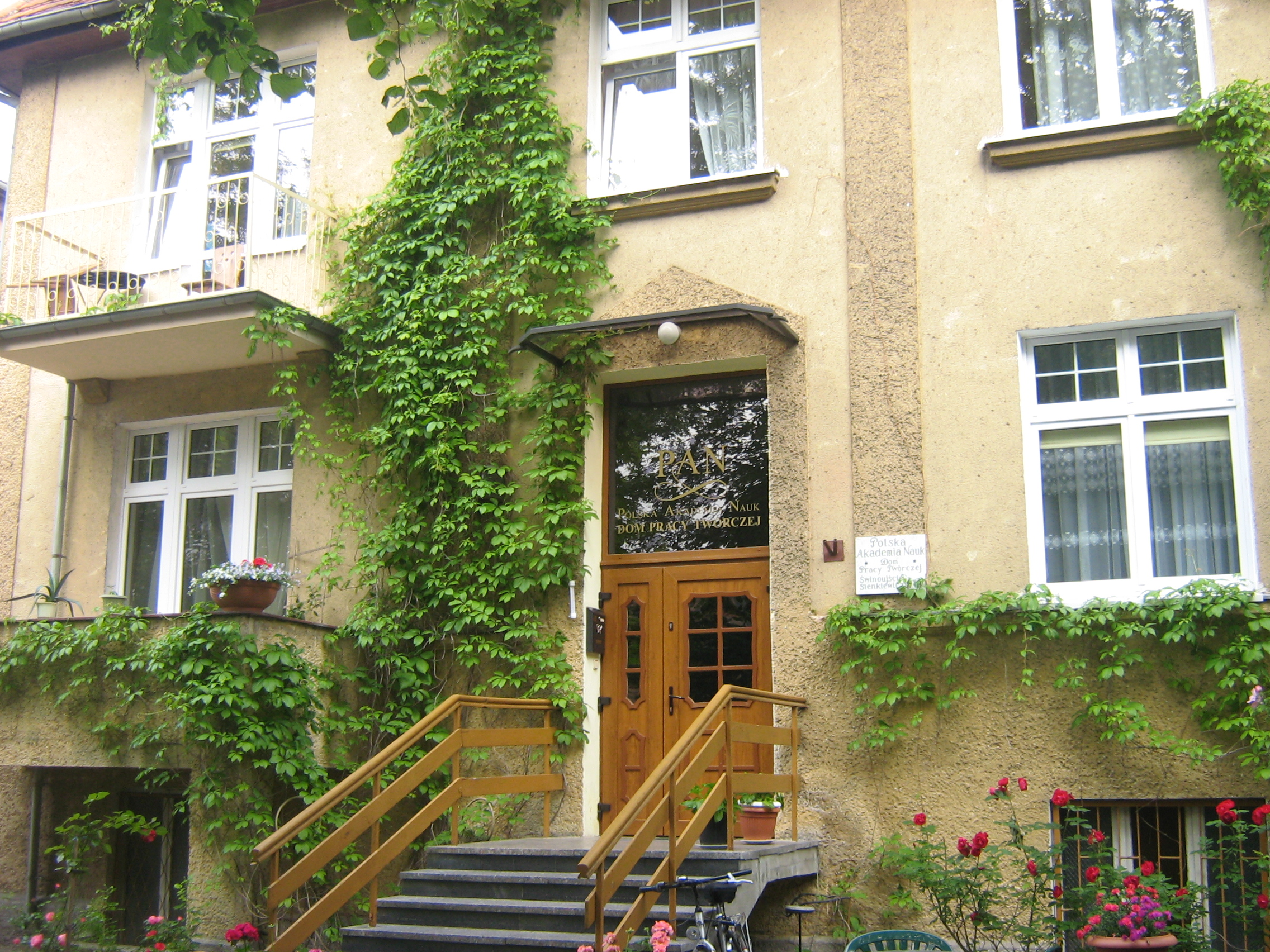
Будинок творчої роботи ПАН у Свиноустьє

Польська академія наук (пол. Polska Akademia Nauk, ПАН) — державна академія наук Польщі, що є з одного боку, за зразком французької академії наук, установою, що поєднує польських учених, а з іншого — мережею керованих із центру державних наукових інститутів, головним завданням яких є проведення наукових досліджень на високому рівні.

## Історія
Заснувати ПАН було вирішено на I-у конгресі польської науки (29.06-2.07.1951). Це рішення було пов'язане з ліквідацією Польської академії знань (пол. Polska Akademia Umiejętności) і Варшавського наукового товариства (пол. Towarzystwo Naukowe Warszawskie). Була утворена згідно зі статутом про Польську академію наук від 30 жовтня 1951 р., і її політичним завданням був контроль ученого середовища. Спочатку була тільки об'єднанням учених, однак, у 1960 р. була перетворена в центральну урядову організацію, що відає наукою в Польщі й керує мережею інститутів. У 1990 р. ПАН втратила статус урядової організації. Функції контролю науки на урядовому рівні прийняв на себе Комітет наукових досліджень.

### Президенти
- Ян Богдан Дембовський 1952–1956
- Тадеуш Котарбинський 1957–1962
- Януш Грошковський 1962–1971
- Влодзимеж Тшебятовський 1971–1977
- Вітольд Новацький 1977–1980
- Олександр Гейштор 1980–1983
- Ян Кароль Костшевський 1984–1990
- Олександр Гейштор 1990-31 грудня 1992
- Лешек Кузьницький 1 січня 1993-31 грудня 1998
- Мирослав Моссаковський 1 січня 1999-26 грудня 2001
- Єжи Колодзейчак 16 січня 2002-31 березня 2003 (в. о. президента)
- Анджей Легоцький 1 квітня 2003-31 грудня 2006
- Міхал Клябер з 1 січня 2007

## ПАН як об'єднання вчених
ПАН зібрала у своєму середовищі найвидатніших польських учених, які носять титули дійсних членів. Їхня кількість обмежена 3505 місцями. Крім того, існують також член-кореспонденти.
Членство в академії є довічним. Правом висувати кандидатів у член-кореспонденти мають дійсні члени, а також вчені ради Вузів і інститутів ПАН. Дійсні члени обираються в міру звільнення місць з член-кореспондентів шляхом голосування дійсних членів.
Членами ПАН є не тільки польські вчені, але іноземці (близько 30 % загальної кількості).
Дійсні члени й вітчизняні член-кореспонденти утворюють загальні збори ПАН, на якім обирається президент, президія, керівники тематичних відділень, комітетів нормалізації ономастики, а також схвалює кандидатури керівників місцевих відділень.

## ПАН як мережа інститутів
ПАН також є мережею декількох десятків НДІ. Формально вони підкоряються керівникам тематичних відділень ПАН і фінансуються безпосередньо Комітетом наукових досліджень. Ці НДІ створюють бл. 2000 місць для науковців, а витрати на їхнє утримання становлять бл. 1/3 витрат державного бюджету Польщі на наукові дослідження (0,5 % ВВП). У них не навчаються студенти, але зате існує аспірантура, закінчивши яку аспірант має право одержати ступінь доктора наук і пройти процедуру габілітації.
Головним завданням інститутів є проведення наукових досліджень на світовому рівні. Дослідження, проведені ПАН приносять відчутну фінансову вигоду.

## Співробітництво із закордоном
ПАН має філії в Брюсселі, Москві, Парижі, Римі й Відні, а також Центр наукових досліджень в Берліні.